# Liste der Fornminnen in Helgum

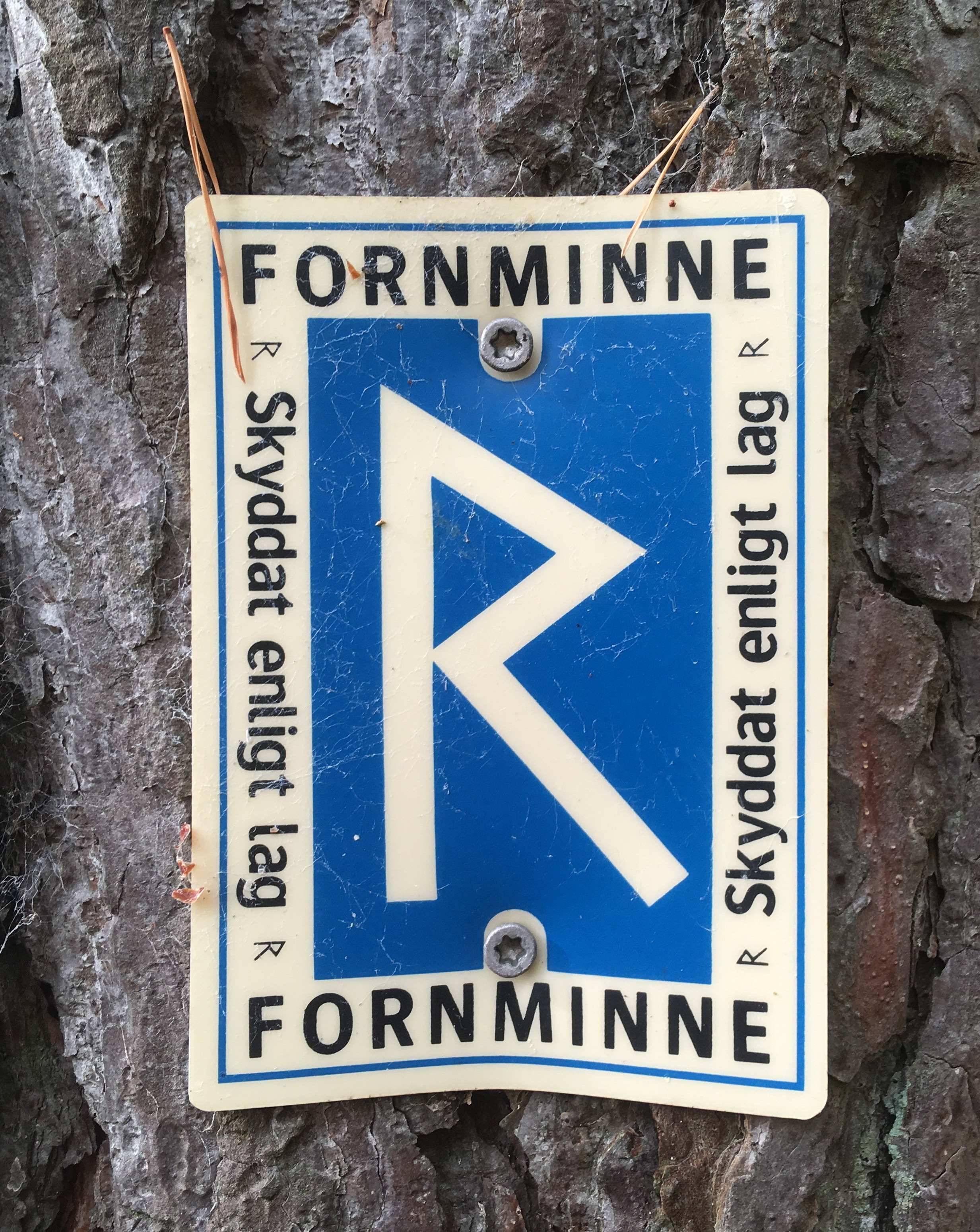
Zeichen für „Fornminnen“ in Schweden

Diese Liste der Fornminnen in Helgum zeigt die „Alten/antiken Denkmale“ (schwedisch fornminnen) im ehemaligen Socken Helgum in der heutigen Gemeinde Sollefteå der schwedischen Provinz Västernorrlands län, sie ist eine Teilliste der „Liste der Fornminnen in Västernorrland“. Die Aufteilung basiert auf der historischen Zuordnung der Gebiete in Socken (siehe auch) und der Einteilung des Zentralamts für Denkmalpflege Riksantikvarieämbetet (RAÄ). Es werden die Fornminnen aufgeführt, die auf dem Suchdienst „Fornsök“ registriert sind, welcher weitere Informationen zu den bekannten kulturhistorischen Überresten in Schweden enthält.

## Begriffserklärung
Fornminnen (schwedisch für alte/antike Denkmale oder archäologische Funde) sind in Schweden alte Objekte und archäologische Funde (Fornlämningar), welche die Überreste menschlicher Aktivitäten in der Vergangenheit bezeichnen, die durch frühere Nutzung entstanden sind und dauerhaft aufgegeben wurden. Dabei gilt für Fornminnen, die vor 1850 entstanden sind, dass sie automatisch durch das Gesetz geschützt sind. Aber auch jüngere Überreste können zu Bodendenkmalen erklärt werden, wenn sie sich an ihrem ursprünglichen Standort befinden und weitgehend erdgebunden sind. Als Fornminnen zählen u. a. Siedlungen und Siedlungsreste aus prähistorischer Zeit, Gräber und Grabstätten, Burgruinen, Ruinen von Klöstern, Kirchen und Schlössern, Steine und Felsen mit Inschriften und Bildern (z. B. Runensteine und Petroglyphen), insofern sie nicht schon als Einzeldenkmal unter Byggnadsminnen (schwedisch für Baudenkmale) oder kyrkliga Kulturminnen (schwedisch für kirchliches Kulturgut) ausgewiesen sind.

## Legende
| ID           | = | ID.Nr. des Denkmalregisters (Fornsök) im schwedische Amt für nationales Kulturerbe (Riksantikvarieämbetet (RAÄ)) |
| Lage         | = | Koordinatenangabe des Standorts                                                                                  |
| Bezeichnung  | = | Bezeichnung des Denkmalobjekts (auch RAÄ-Nr.)                                                                    |
| Beschreibung | = | Name (Denkmaltyp/Dokumentenverweis im Arkivsök) sowie eine kurze Beschreibung des Objekts                        |
| Bild         | = | Bild des Objekts sowie Verweis auf weitere Bilder                                                                |

## Liste Fornminnen Helgum
| ID             | Lage    | Bezeichnung (RAÄ-Nr.) | Beschreibung | Bild           |
| -------------- | ------- | --------------------- | --- | -------------- |
| 10246600150001 | (Karte) | Helgum 15:1           | Helgum 15:1 (Festung/Schanze / L1936:9315) etwa um 1644 errichtete 50 x 40 m große ehemalige Befestigungsanlage (auch als schwedisch „Skansen/Gransjö skans“ bezeichnet) am Nordost-Ufer des Helgumssjön in Gransjö, etwa 2,4 km nördlich Helgum, welche lt.Aufzeichnung aus Wällen, hölzernen Brustwehren und Wachhaus bestand (siehe auch Bild).                                                                            | Weitere Bilder |
| 10246600380001 | (Karte) | Helgum 38:1           | Helgum 38:1 (Alm / L1936:8856) Beschreibung ergänzen (auch als schwedisch „Guxås-Överbodarna“ bezeichnet) | Weitere Bilder |
| 10246600770001 | (Karte) | Helgum 77:1           | Helgum 77:1 (Alm / L1936:8860) Beschreibung ergänzen (auch als schwedisch „Gamm-kvarnsbodarna“ bezeichnet) | Weitere Bilder |
| 10246600930001 | (Karte) | Helgum 93:1           | Helgum 93:1 (Alm / L1936:8828) Beschreibung ergänzen (auch als schwedisch „Husnäsbodarna“ bezeichnet) | Weitere Bilder |
| 10246601010001 | (Karte) | Helgum 101:1          | Helgum 101:1 (Grenzstein / L1936:8756) Grenzmarkierungssteine (teils liegend und stehend) im Umkreis von 4 m befinden sich mehrere (5) größere Steine, welche lt. Quellen um 1763 die Grenze zum schwedischen Staatsforst (auch als schwedisch „Kronoallmänningen“ bezeichnet) darstellten. Die Stelle befindet sich ca. 2,4 km nördlich der heutigen Almsiedlung „Holmstrandbodarna“ und etwa 8 km nördlich des Sees Mosjön. | Weitere Bilder |
| 10246601350001 | (Karte) | Helgum 135:1          | Helgum 135:1 (Alm / L1936:8288) Beschreibung ergänzen (auch als schwedisch „Guxåsfäbodarna“ bezeichnet) | Weitere Bilder |